# ヘンドリック・フルウールト
ヘンドリック・フレンシュ・フルウールト（アフリカーンス語: Hendrik Frensch Verwoerd、1901年9月8日 - 1966年9月6日）は、南アフリカ連邦・南アフリカ共和国の政治家。国民党所属のアフリカーナー。1958年から1966年まで南アフリカの首相を務めた。アパルトヘイトは彼の時代に法制化され強化されたため、「アパルトヘイトの建設者」とも呼ばれる。

## 前半生
フルウールトは1901年、オランダのアムステルダムで宣教師の家に生まれた。1903年にフルウールト一家は南アフリカへと移住し、その後1913年には南ローデシアのブラワヨへ移住したが数年後にオレンジ自由州へと戻った。
ステレンボッシュ大学に進学したフルウールトは心理学と哲学を学び、オックスフォード大学に、ついでドイツに留学した。1928年に帰国したフルウールトはステレンボッシュ大学の社会学教授となり、1937年にはトランスヴァールで国民党に入党。1948年に国民党が政権を握るとダニエル・フランソワ・マラン政権のもとで原住民担当大臣となり、1953年にはバントゥー教育法を施行して南アフリカ中の学校で人種別教育を行い黒人や有色人種の教育を阻害するなど、アパルトヘイト政策を進めた。

## アパルトヘイトの建設者
1954年にマランが引退し、そのあとを継いだヨハネス・ストレイダムが死去すると、1958年にフルウールトは南アフリカの首相に就任し、白人労働者の権利を守り黒人の権利を剥奪する法案を次々と立法していった。1959年にはバントゥー自治促進法を制定し、国土を白人地域（87%）と黒人地域（13%）とに分け、黒人は民族ごとのバントゥースタンに属することとした。人口の大多数を占める黒人には非常に小さくやせた僻地しか与えられず、白人が国土の重要な部分を独占した。アパルトヘイトは1960年以降「分離発展」と呼ばれるようになり、白人と黒人とが分離してそれぞれ発展することを旨としていたが、実態は白人が黒人やカラードを差別し搾取するものでしかなかった。また、1952年に施行されたパス法をさらに強化した。これに対し、黒人の合法政党であるアフリカ民族会議（ANC）とパンアフリカニスト会議（PAC）の2党は批判を強めていった。
1960年3月21日、ANCとPACのパス法抗議集会が暴動化し、シャープビル虐殺事件が発生。フルウールトは政府軍を出してこれを鎮圧するとともに、暴動の責任はANC,PAC両党にあるとしてこれを非合法化した。
アパルトヘイトを強行する上で社会不安が進行したため、フルウールト政権は警察国家的な様相を強めた。1963年には政府は裁判無しに連続90日間の拘留ができるようになり、1965年には出所した者を治安上の理由で拘留することができる政府の権限が更新された。
アパルトヘイトに対する強い反対は世界中から巻き起こった。国際連合は1955年にアパルトヘイトを議題に取り上げ、以後南アフリカ共和国の国連参加は名ばかりとなった。1960年からはオリンピックへの参加も拒否されるようになった。シャープビル虐殺事件をきっかけに旧宗主国であるイギリスからも強い批判を浴びると、フルウールトは国民投票を実施して南アフリカ共和国を英国女王の治める立憲君主制から大統領を元首とする共和制に政体を変更した。これに対しイギリス連邦加盟国から連邦参加に疑義が呈されると、南アフリカ共和国は1961年にイギリス連邦を脱退した。
一方でフルウールトは強い反共主義者であり、南アフリカを反共の砦と位置づけていた。そのため冷戦下の西側諸国は南アフリカと経済関係を切ることができず、この時期南アフリカ経済は西側からの投資によって発展した。白人労働者の生活は向上し、議会も自由なままであった。そのため白人有権者から強い支持を受けた国民党は議会選挙で勝利し続け、フルウールトは1961年と1966年に首相に再選された。
1966年9月6日、ケープタウンでの下院議会に参加した際、フルウールトは白人の反アパルトヘイト主義者であるギリシア生まれの守衛ディミトリオス・ツァフェンダスに刺され命を落とした。